# Poproč (okres Rimavská Sobota)
Poproč (maďarsky Gömörhegyvég, německy Sebastianhausen) je obec na Slovensku v okrese Rimavská Sobota. Lež v západní části Slovenského rudohoří, 12 km východně od Hnúště. První písemná zmínka o obci pochází z roku 1413. Je nejmenší obcí v Banskobystrickém kraji. Žije zde 23 obyvatel. Rozloha obce činí 4,03 km².